# Сингармонізм
Сингармоні́зм (від грец. συν (syn) «разом» та грец. ἁρμονία (harmonía) «співзвучність»),  гармонія голосних — морфологічне й фонетичне явище, процес уподібнення (асиміляції) голосних звуків афіксів голосним звукам кореня того самого слова. Сингармонізм спостерігається і в тюркізмах, які засвоєні  українською  мовою:  барабан, капкан, мечеть, сагайдак, сургуч, чубук.
У широкому значенні сингармонізм — це процес уподібнення звуків за фонологічними характеристиками на рівні складу (складовий сингармонізм) або слова (гармонія голосних та приголосних).
Відхилення від правил сингармонізму в англомовній літературі називають дисгармонією (disharmony).

## Гармонія голосних
Сингармонізм можна визначити як дистантну прогресивну асиміляцію голосними кореня голосних звуків афіксів, тобто уподібнення голосним звукам кореня голосних у афіксах, що ідуть за коренем, при цьому голосні в афіксі розділені з голосними кореня приголосними звуками.
Іноді замість терміна «корінь» у визначенні сингармонізму використовують термін «основа», Фуад Кязимов зазначає, що використовувати термін «основа» щодо коренів тюркських мов не є доцільним, оскільки термін «основа» без подальшого уточнення не є однозначним.
Гармонія голосних — властивість здебільшого аглютинативних мов — тюркських, фінно-угорських, монгольських, тунгусо-манчжурських, деяких африканських (наприклад, мови тангале та мов банту).
Сингармонізм забезпечує єдність компонентів слова, сигналізує про його цілісність і окремість, діючи, за висловом Бодуена де Куртене, як «цементуючий засіб». У цій якості він співвідноситься з наголосом у флективних мовах (наприклад, у індоєвропейських).
Сингармонізм часто не поширюється на префікси та складні слова, у яких кожен компонент має власний сингармонічний рисунок.

### Типи гармонії голосних
У мовах з сингармонізмом у структурі слова виділяється незалежний домінантний компонент (здебільшого корінь) та залежні компоненти (афікси). За фонологічними ознаками голосних розрізняють наступні типи сингармонізму:
- тембровий сингармонізм[6] (палатальна гармонія[7]) — за ознакою ряда;
- лабіальний сингармонізм[6] (губна/лабіальна гармонія[7]) — за ознакою огубленості;
- компактнісний сингармонізм[6] — за ознакою піднесення.

В одному слові можуть бути наявними два типи сингармонізму.
Наприклад, показники спрямувального відмінку (до чого?) в угорській мові: 
- ablak-hoz «до вікна»
- cipész-hez «до шевця»
- küszöb-höz «до порогу»

У цих прикладах голосний показника відмінку -h*z узгоджується за огубленістю та за підняттям з голосним кореня.

## Гармонія приголосних
Поняття сингармонізм може означати не лише гармонію голосних, а і гармонію приголосних. Таке явище властиве мовам Океанії та деяким індіанським мовам Північної Америки. Наприклад, мові навахо властива регресивна дистактна асиміляція приголосних префікса приголосними кореня, наприклад:
shibeezh ‘це зварено’: s → sh (під впливом фінального zh)
sido ‘воно гаряче’
Одній мові можуть бути властиві обидва види сингармонізму, наприклад мові гереро (одній із банту-мов) властива як гармонія голосних, так і приголосних.